# Rapport de force
Un rapport de force est une relation de conflit entre plusieurs parties qui opposent leurs pouvoirs, ou en un sens plus littéral leurs forces, que cette force soit physique, psychique, économique, politique, religieuse, militaire…
Si les parties impliquées dans le rapport de forces ont un pouvoir inégal, on distingue la partie dominante et la partie dominée: s'applique alors la loi du plus fort, autrement dit l'arbitraire du pouvoir. On nomme généralement violence, en un sens physique, moral ou social (voire écologique), l'usage d'un tel pouvoir.

## Dans un cadre réglementaire
Les lois et les structures peuvent prendre acte des rapports de forces à un moment donné en les institutionnalisant.
À la Libération de la France, par exemple, d'importantes avancées sociales se sont produites du fait d'un rapport de forces particulier. Les acteurs de la Libération étaient en position dominante, tandis qu'une partie du patronat, du fait de sa collaboration, était discréditée. Le parti communiste a reçu plus de 25 % des suffrages aux élections de 1945 et la CGT comptait autour de 5 millions d'adhérents. Le programme du Conseil national de la Résistance, élaboré dans la clandestinité, comportait des mesures destinées à réduire l'influence en France des collaborationnistes. Elles ont alors été mises en application. La sécurité sociale a notamment été créée et des nationalisations ont eu lieu, conduisant en particulier à la création d'EDF et GDF en 1946.
Dans les années 1970, les luttes féministes ont ainsi abouti à des lois, comme, en France, la légalisation de l'avortement.
Un changement législatif peut entériner la domination de l'une des parties du rapport de forces. Ce fut le cas de la Seconde République espagnole, proclamée en 1931 après la formation, l'année précédente, d'une large coalition républicaine et la victoire de celle-ci aux élections législatives. Ce fut aussi le cas de la dictature fasciste en Italie, instaurée en 1922 après des démonstrations de force des chemises noires (dont la marche sur Rome). Un autre exemple est celui de l'apartheid en Afrique du Sud, qui donnait un support législatif à la domination de la population blanche sur la population noire.

## Dans les conflits sociaux
Le rapport de force est le résultat d'une confrontation. Dans un conflit social (en), des parties aux intérêts contradictoires s'opposent au sein d'une relation sociale. Dans un conflit du travail, l'utilité sociale, économique du métier participe au rapport de forces. Ainsi, les éboueurs, de par leurs grèves, ont un pouvoir de négociation bien plus fort que des ouvriers ayant un métier comparable du point de vue de la pénibilité (traitement des déchets, industrie lourde, logistique du froid). Ils peuvent ainsi imposer de meilleures conditions de salaires et d'horaires, que dans un secteur plus concurrentiel. Dans les transports publics, l'impact d'une grève est beaucoup plus fort que par exemple, dans les transports de marchandises.

## Dans le cadre d'une négociation
Il n'y a pas lieu de parler de « négociation » sans un minimum de rapport de forces. Une négociation suppose que chacune des parties a quelque chose à offrir que l'autre désire. Le rapport de force s'exerce à travers le pouvoir de négociation (en) de chacune des parties.

## Orthographe
Rapport de force, rapport de forces ou rapport des forces : L'usage de l'une ou l'autre des deux formes n'est pas fixé et dépend du contexte.

À l'entrée « Rapport », le Trésor de la langue française informatisé, sur le site du Centre national de ressources textuelles et lexicales donne en exemple dans les domaines « philosophie » et « doctrine politique » : 

« Rapports de forces. Gramsci a beaucoup fait pour spécifier le type d'articulation qui existe entre les divers rapports de forces (économique, politique, militaire) qui fonctionnent de façon relativement autonome et selon une hiérarchie variable suivant les circonstances (Marxisme 1982, p. 746). »

À l'entrée « Force », le Dictionnaire de l'Académie française donne, au chapitre II. Puissance, pouvoir d'une personne, d'un groupe, d'un État, etc. : « Le rapport des forces nous est favorable. » et au chapitre III. Contrainte qu'exerce une personne ou que font peser les circonstances : « Rapport de force, tension entre deux volontés, deux puissances qui s'efforcent chacune de s'imposer à l'autre ».
À l'entrée « Rapport », le même dictionnaire donne, au chapitre IV. Lien qui unit plusieurs personnes ou plusieurs choses. 4. Commerce que deux ou plusieurs personnes entretiennent entre elles : « Rapport de force, dans lequel deux volontés, deux entités se mesurent, s'affrontent. Il recherche systématiquement le rapport de force ».